# Tropidurus erythrocephalus
Tropidurus erythrocephalus — вид ігуаноподібних ящірок родини Tropiduridae. Ендемік Бразилії.

## Поширення і екологія
Tropidurus erythrocephalus мешкають на півночі гір Серра-ду-Еспіньясу в штаті Баїя. Вони живуть на кам'янистих луках кампос-рупестрес, трапляються серед скель. Зустрічаються на висоті понад 480 м над рівнем моря, переважо на висоті понад 900 м над рівнем моря. Всеїдні, живляться комахами і квітами.

## Збереження
МСОП класифікує цей вид як вразливий. Tropidurus erythrocephalus загрожує знищення природного середовища.